# Baltimore (Film)
Baltimore ist ein Thriller von Joe Lawlor und Christine Molloy. In der Filmbiografie spielt Imogen Poots die britische Terroristin der Provisional Irish Republican Army Rose Dugdale. Der Film feierte Anfang  September 2023 beim Telluride Film Festival seine Premiere.

## Handlung
Es ist der 26. April 1974, als Rose gemeinsam mit drei anderen Mitgliedern der IRA in das Russborough House eindringt. Sie stehlen 19 Gemälde, die sich im Besitz des englischen Adligen Alfred Beit befinden, darunter von Künstlern wie Peter Paul Rubens und Jan Vermeer.
Eddie Gallagher, der Liebhaber von Rose, begibt sich in ein Haus in Baltimore, einem kleinen Dorf in Südirland, während sie und ihre beiden Komplizen Dominic und Martin sich eine Woche lang im Küstendorf Glandore verkriechen. Von Zeit zu Zeit geht Rose in die örtliche Kneipe, wo sie mit einem französischen Akzent die Irish National Gallery of Art anruft und die Freilassung mehrerer IRA-Mitglieder und politischer Gefangener im Austausch für die gestohlenen Gemälde fordert.

## Biografisches

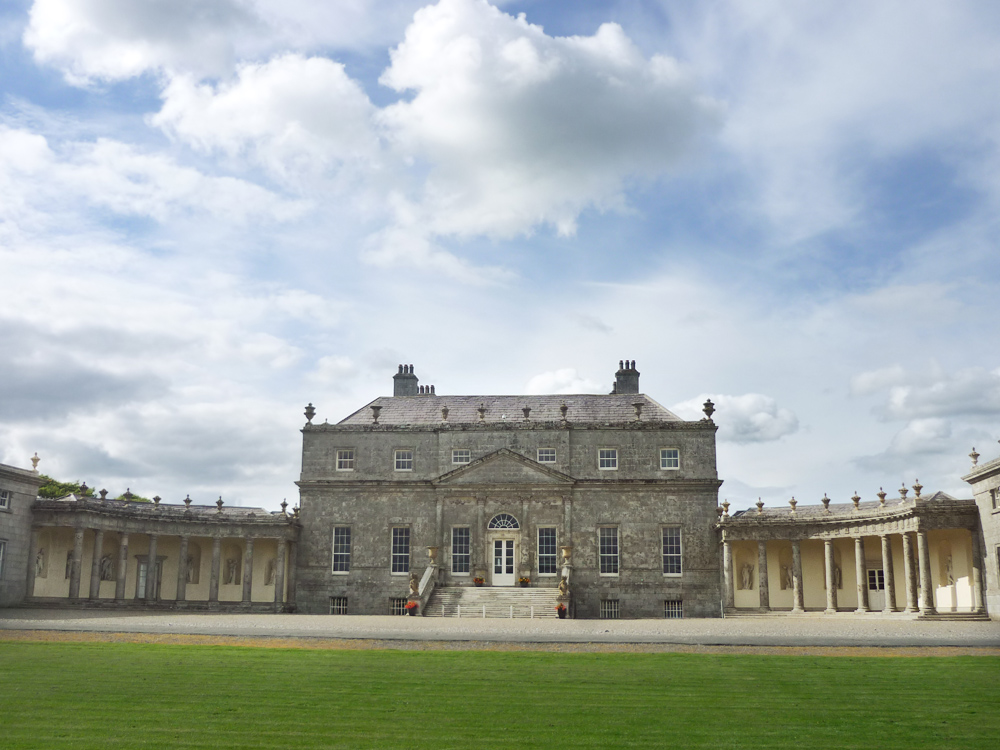
Rose Dugdale war 1974 an dem Einbruch in das Russborough House beteiligt

Die britische Terroristin Rose Dugdale war als Mitglied der Provisional Irish Republican Army (IRA) nicht nur an dem Kunstraub im Russborough House beteiligt, bei dem sie den Hausherrn Alfred Beit, 2. Baronet und seine Frau überraschten und beide mit ihren Pistolen niederschlugen, sondern nahm auch an einem Bombenangriff auf eine Wache der Royal Ulster Constabulary mithilfe eines entführten Helikopters teil. Zwei Wochen nach dem Kunstraub wurden alle am Überfall beteiligten Personen festgenommen. Dugdale wurde zu einer neunjährigen Haftstrafe verurteilt.
Dugdale entstammte einer wohlhabenden britischen Familie. Ihr Vater, ein Underwriter im Lloyd’s of London, war Millionär und besaß ein 2,4 Quadratkilometer großes Grundstück in der Nähe von Axminster in Devon. Dugdale besuchte die Privatschule Miss Ironside’s School in Kensington und machte ihren Abschluss an einem Mädchenpensionat. Anschließend studierte Dugdale am St Anne’s College der University of Oxford Philosophy, Politics and Economics, wo ihre Kehrtwende zur radikalen Linken begann.
Dugdale war während ihrer Inhaftierung schwanger von Eddie Gallagher und brachte im Dezember 1974 im Limerick Prison einen Sohn zur Welt. Um Dugdale freizupressen, entführte der damals 27 Jahre alte Gallagher im Oktober 1975 gemeinsam mit Marion Coyle den niederländischen Industriellen Tiede Herrema. Sie hielten ihn 36 Tage lang fest.

## Produktion

### Regie und Drehbuch
Regie führten Joe Lawlor und Christine Molloy, die gemeinsam auch das Drehbuch schrieben und den Filmschnitt übernahmen. Der Film ist nach Helen von 2008, Mister John von 2013 und Rose Plays Julie von 2019 ihr vierter gemeinsamer Spielfilm. Weitgehend spielt Baltimore in den 1990er Jahren. Lawlor und Molloy verwenden auch Rückblenden und Traumsequenzen und sparsam Nachrichtensendungen wie vom Bloody Sunday in Nordirland im Jahr 1972.

### Besetzung und Dreharbeiten

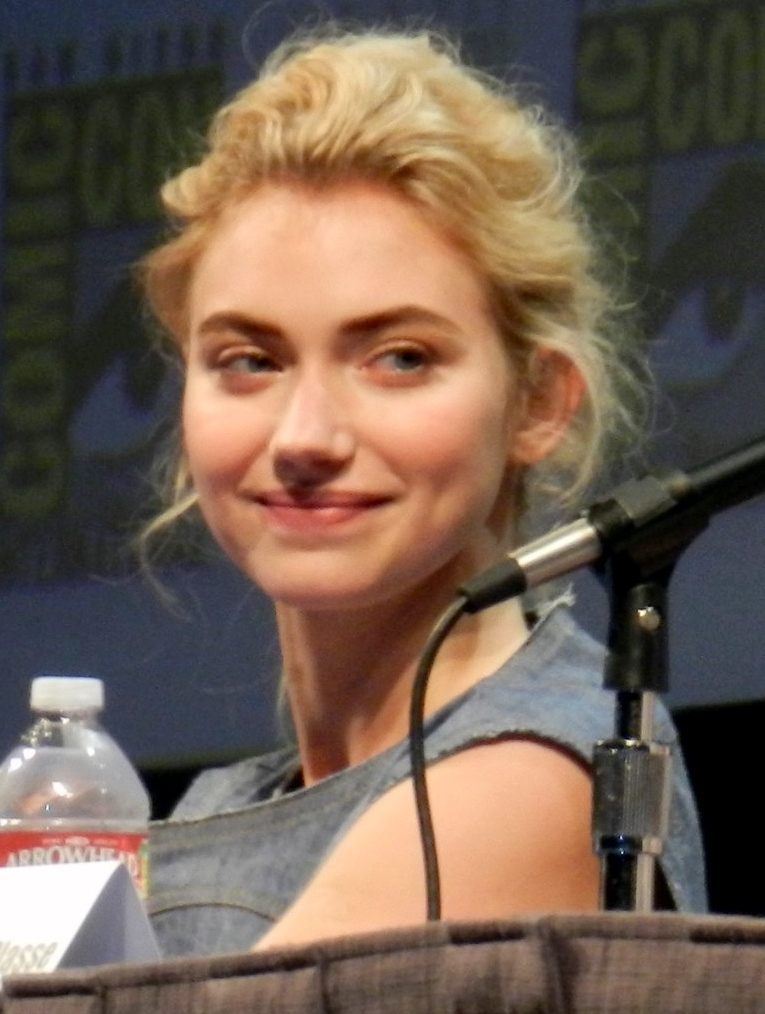
Imogen Poots spielt in der Hauptrolle Rose Dugdale

Imogen Poots spielt in der Hauptrolle Rose Dugdale, Jack Meade ihren Liebhaber und Vater ihres Kindes Eddie Gallagher und Tom Vaughan-Lawlor und Lewis Brophy ihre Komplizen Dominic und Martin. Als 10-Jährige wird Rose in Rückblenden von Jude McClean gespielt. Carrie Crowley und Simon Coury spielen ihre Eltern. Patrick Martins spielt ihren vorherigen Freund Walter Heaton. Andrea Irvine und Jim Kavanagh sind in den Rollen von Lady Beit und Sir Alfred Beit zu sehen, deren Kunstwerke aus dem Russborough House gestohlen werden. Dermot Crowley spielt Donal, einen älteren Nachbarn von Rose.
Die Einbruchsszene zu Beginn des Films wurde im echten Russborough House gedreht. Kameramann Tom Comerford war zuletzt für den Horrorfilm The Hole in the Ground von Lee Cronin und das Filmdrama Aisha von Frank Berry tätig.

### Filmmusik und Veröffentlichung
Die Filmmusik komponierte der Ire Stephen McKeon, der zuletzt ebenfalls für Cronins The Hole in the Ground und auch dessen neusten Film Evil Dead Rise tätig war.
Die Premiere des Films fand am 1. September 2023 beim Telluride Film Festival statt. Anfang Oktober 2023 wurde er beim London Film Festival gezeigt und ab Mitte November 2023 beim Gijón International Film Festival. Im Februar 2024 erfolgten Vorstellungen beim Dublin International Film Festival. Am 1. März 2024 kam der Film in ausgewählte US-Kinos. Der Kinostart im Vereinigten Königreich und in Irland ist am 22. März 2024 geplant.

## Rezeption

### Kritiken
Von den bei Rotten Tomatoes aufgeführten Kritiken sind 93 Prozent positiv bei einer durchschnittlichen Bewertung mit 7,2 von 10 möglichen Punkten.

### Auszeichnungen
Gijón International Film Festival 2023
- Nominierung als Bester Film (Joe Lawlor und Christine Molloy)[15]

Irish Film and Television Awards 2025
- Nominierung für die Beste Regie (Joe Lawlor und Christine Molloy)
- Nominierung für das Beste Drehbuch (Joe Lawlor und Christine Molloy)
- Nominierung als Bester Nebendarsteller (Tom Vaughan-Lawlor)
- Nominierung für das Beste Casting (Emma Gunnery)[16]

London Film Festival 2023
- Nominierung im Offiziellen Wettbewerb[17]